# Moháry Gyula
Moháry Gyula, Morbiczer, (Pest, 1827. november 16. – Kóka, 1911. augusztus 24.) római katolikus plébános.

## Élete
A gimnáziumot szülőhelyén, a bölcseleti és jogi tanfolyamot a pesti egyetemen végezte. 1848. június 29-én az első magyar minisztériumba fogalmazónak nevezték ki. Azután mint nemzetőr a szabadságharc több csatájában részt vett és honvéd-huszár századosi rangot nyert. Orosz fogságban és haditörvényszék előtt is volt. Bujdosásai közben a benedekfalvi Luby-családnál talált menhelyet; azután Borsod vármegyei fogalmazó lett Miskolcon, majd a pesti főispánságnál fogalmazó, 1853. december 10-n pedig a helytartósági elnökségnél. 
1855. január 12-én az Esztergom vármegyei főnökséghez nevezték ki. 1856. február 4-én magasabb rangfokozattal Fehér megyébe, 1858. február 16-án Heves vármegyébe helyeztetett át. Scitovszky hercegprímás 1860-ban az Esztergom megyei növendékpapok közé vette fel és az esztergomi papnevelőben 18 hónapot töltött. 1863. július 27-én pappá szenteltetett. Káplán volt Tardoskedden, ugyanitt adminisztrátor is; 1868. szeptember 1-jén nagybárkányi, 1878. október 10-én varbói, 1888. október 16-án perbetei plébános lett. 
Morbiczer családi nevét 1868-ban változtatta Moháryra. Fölfedezte a Zsigmond korabeli történelmi nevezetességű mátraverebélyi gót templom alapítványi okiratait; ezen templom régiségeinek saját rajzaival ellátott leírása a vonatkozó okmányokkal együtt az esztergomi érseki levéltárban van.
Vegyes tartalmú cikkeket írt a Kassa és Vidékébe (1876. Branyiszkó), a bécsi Wandererbe, a Magyar Államba, a Magyar Koronába, a Nógrádi Lapokba sat.

## Munkái
- Esketési szózat. Tartotta… Budapesten 1882. jan. 28. a N. B. Asszonyról czímzett pest-belvárosi plébánia-templomban. Esztergom, 1882
- Esketési beszéd. Tartotta… 1882. decz. 30. tek. dombóvári Lexa Zeno és szécsénykovácsi Bogyay Erzsi kisaszony menyegzőjén. Esztergom, 1883
- Esketési beszéd, Tartotta… 1885. jan. 20. Mornberger F. cs. kir. tart. tűzmester és Drunder Ilona k. a. menyegzőjén. B.-Gyarmat, 1885
- Főm. és Főt. Vaszary Kolos esztergomi érsek Magyarország herczegprimása üdvözletére. A perbetei képviselő-testület elhatározásából Bpest, 1892